# Elieser Ben Naphtali Herz Treves
Elieser ben Naphtali Herz Treves, genannt Elieser von Frankfurt, (geboren 1498 in Frankfurt am Main; gestorben 1567 ebenda) war ein deutscher Rabbiner, jüdischer Gelehrter und Drucker des 16. Jahrhunderts.

## Leben

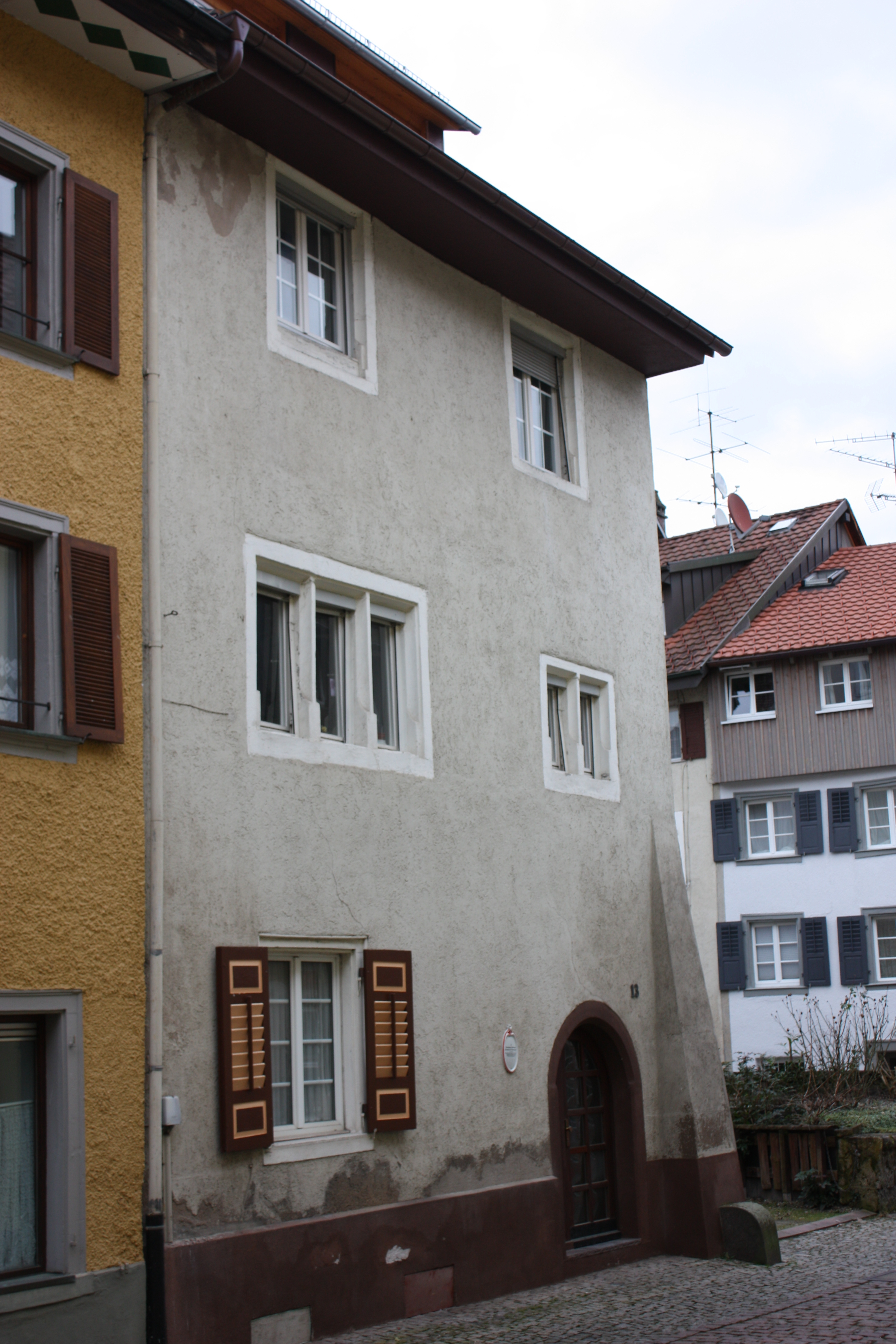
Gebäude in der Priestergasse 13 in Tiengen, nach der Überlieferung Standort der hebräischen Offizin

Elieser von Frankfurt wurde in den späten neunziger Jahren des 15. Jahrhunderts in Frankfurt am Main geboren und hatte über zwanzig Jahre das Rabbinat von Frankfurt am Main inne. Er war in seinem Denken von Ascher Lemlein, eines chiliastisch jüdischen Predigers des frühen 16. Jahrhunderts beeinflusst. Elieser von Frankfurt wurde von Kaiser Ferdinand I. 1558 in eine Kommission zur Ordnung der jüdischen Gemeinde in Prag berufen. Elieser von Frankfurt war ein bedeutender Sammler hebräischer Schriften. 1561 hielt er sich in Krakau auf und kopierte die Kommentare Salomon Molchos.
Elieser von Frankfurt vertrat die Auffassung, dass Rabbiner sich ständig weiterbilden sollten. In der Konsequenz war er mit seinem Bruder Josef ben Naphtali zuerst 1558 in Zürich Herausgeber einer Neuauflage der Psalmenübersetzung des Elia Levita. Im Kolophon bezeichneten sich die Brüder namentlich als Drucker des Werkes.
Das hebräische Alphabet kam der Herstellung von Drucktypen entgegen. In Italien und auf der Iberischen Halbinsel entstanden schon nach den 50er Jahren des 15. Jahrhunderts hebräische Offizinen. Nördlich der Alpen sind dagegen hebräische Drucke nur vereinzelt, so ab 1513 (Prag) nachweisbar. Das vorreformatorisch freiere Klima in Zürich dürfte die Ortswahl der Brüder beeinflusst haben. In Frankfurt bestand ein Druckverbot für hebräische Schriften.
Die Psalmenübersetzung des Elia Levita war lediglich ein Versuchsballon für eine geplante Gesamtausgabe des Talmud. Drucke des Talmud waren bereits über Jahrzehnte in Italien erschienen. Die Drucke wurden aber ab 1553 auf Betreiben der Inquisition auf den Index gesetzt und verbrannt. Aufgrund der Ablehnung des Druckerlaubnis durch den Zürcher Rat und einer folgenden Ausweisungsverfügung verlegten die Brüder Elieser und Josef 1559 ihre Druckwerkstätte unter Mitnahme der Drucktypen nach Tiengen am Hochrhein. Der notorisch in Geldnöten steckende Wilhelm Graf von Sulz stand jeder Einnahmequelle positiv gegenüber. Bekannt sind sechs Drucke der Tiengener hebräischen Druckerei vom Oktober 1559 bis zum März 1561. Eine Anzeige des Vogtes von Kaiserstuhl Bernhard Segisser beim Fürstbischof von Konstanz führte indessen zu einem liberalen Beschluss. Nur der Druck deutscher, nicht aber hebräischer Schriften wurde untersagt. 
Das definitive Ende der Druckerei in Tiengen kam im  Juli 1560, als die Tagsatzung gegen den Verkauf von ohne Impressum erschienenen Tiengener Drucken auf dem Gebiet der Eidgenossenschaft intervenierte. Das Talmud-Projekt wurde durch die Brüder nicht weiter verfolgt. Ein Druck des umfangreichen Talmuds wäre zu dieser Zeit aufgrund der beschränkten technischen Möglichkeiten und der Ausstattung der Druckerei in Tiengen nicht möglich gewesen.
1561 scheiterte ein Talmudprojekt der Offizin des Johann Froben in Basel durch ein Verbot des Rates der Stadt. Inwieweit Elieser von Frankfurt in das Projekt involviert war, ist noch zu klären.

## Werke der Tiengener Officin
- Naphtali Herz Treves (der Vater Eliesers): Diqduq tefilla, ohne Drucker, Tihingen.
- unbekannt: Jessod Schirim, Joseph Ben Naphtali und Eliezer Ben Joseph Herz, Tihingen.
- Simon Ben Samuel: Adam sichli, ohne Druckvermerk und Ort.
- Hizqiyya Ben Avraham: Malkiel, Joseph Ben Naphtali und Eliezer Ben Joseph Herz, Tihingen
- Matatya: Begidat Hasman, Joseph Ben Naphtali und Eliezer Ben Joseph Herz, Tihingen.
- wohl von Yehuda Chassid: Schir Hajichud, ohne Druckvermerk und Ort.